# Normovolämie
Als Normovolämie bezeichnet man den Normalwert der zirkulierenden, also sich im Blutkreislauf befindlichen Menge Blut. Abweichungen von diesem Normalwert werden Hypervolämie bzw. Hypovolämie genannt. Die normale Menge an Blut im Körper macht 6–8 % des Körpergewichts aus, also bei einem 80 kg schweren Mann ca. 5,6 l. Bei Kindern ist das Blutvolumen etwas höher als 6–8 % des Gewichtes, bei älteren Menschen etwas niedriger.

## Quelle
- Normovolämie bei gesundheit.de, abgerufen am 22. April 2013
- Jan C. Behrends et al.: Duale Reihe Physiologie, Thieme, 2010